# Mission Millenium : Le Masque de Chac
Mission Millenium : Le Masque de Chac est un jeu télévisé d’aventures diffusé du 14 juillet au 18 août 2010 sur France 3 et présenté par Jamy Gourmaud. D'abord diffusé en prime time, le jeu fut ensuite reprogrammé en seconde partie de soirée du fait de son audience jugée trop faible par la chaîne. Ce jeu télévisé est produit par XD Productions et Tomawak Productions. Il remplace La Carte au trésor et Intervilles, qui ont été déprogrammées pour cause d'audience déclinante.

## Principe du jeu
Mission Millenium est un jeu d’aventures mêlant culture, sport et découverte qui entraîne 5 équipes de 3 candidats à la recherche des secrets d’une civilisation prestigieuse hors de nos frontières. Ces équipes doivent effectuer une course d’énigmes dans des villes culturelles et leurs vestiges archéologiques, héritage de la civilisation considérée.
Le tournage a lieu du 19 avril à mi-mai et la diffusion s'est déroulée pendant l'été sur France 3. La destination de ce jeu en 2010 est le Mexique.
Chaque émission se déroule en 5 épreuves :
1. Le rendez-vous : Relier une ville à une autre. Les premières équipes arrivées gagnent un indice pour trouver le site Millenium (épreuve 3). L'équipe qui gagne cette épreuve aura la possibilité d'infliger un gage à 2 équipes de son choix lors de la course Millenium.
2. Le rallye urbain : Effectuer une mission/challenge et se rendre à un point de rendez-vous. L'équipe qui arrive en dernier perd un équipier. Si elle avait en déjà perdu un, c'est l'élimination. La première équipe arrivée gagne un Joker permettant de ne pas perdre d'équipier ou de récupérer un équipier sacrifié lors d'une émission précédente.
3. La course Millenium : Découvrir et arriver premiers sur le site Millenium pour se qualifier d'office pour l'immersion 3D (certaines équipes effectuent l'épreuve avec un handicap).
4. Le défi physique : Épreuve physique et sportive permettant de prendre la 2e place pour l'immersion 3D.
5. L'immersion 3D : Sur le site Millenium, via le casque 3D, découvrir la capsule-indice et guider à distance ses coéquipiers.

Au cours de ces épreuves, les téléspectateurs découvrent le Mexique à travers son histoire, son environnement, son patrimoine et ses traditions d'hier et d'aujourd'hui. Sur les 5 équipes de départ, trois seulement participeront au combat final de la dernière émission.
Le but de cette course est de parvenir à trouver le masque de Chac, que la production a réussi à dissimuler.

## Saison 2010

### Sites visités
- Mexico
- Chapultepec
- Templo Mayor
- Arena México
- Teotihuacan
- Taxco
- Puebla
- Cholula
- Monte Alban
- Edzna

### Équipes
| Équipes | Provenance                   | Candidats    | Âges   | Professions                                        | Statuts                |
| ------- | ---------------------------- | ------------ | ------ | -------------------------------------------------- | ---------------------- |
| Jaune   | Les Sables-d'Olonne (Vendée) | Julien       | 24 ans | Créateur de jeux de société                        | Vainqueurs (100 000 €) |
| Jaune   | Les Sables-d'Olonne (Vendée) | Laura        | 22 ans | Étudiante en gestion des administrations publiques | Vainqueurs (100 000 €) |
| Jaune   | Les Sables-d'Olonne (Vendée) | Pierre-Alain | 23 ans | Étudiant en pharmacie                              | Vainqueurs (100 000 €) |
| Verte   | Chambéry (Savoie)            | Emmanuel     | 38 ans | Créateur d’entreprise de recyclage                 | Finalistes             |
| Verte   | Chambéry (Savoie)            | Claire       | 36 ans | Créatrice de spectacles de marionnettes            | Finalistes             |
| Verte   | Chambéry (Savoie)            | Julien       | 36 ans | Paysagiste                                         | Finalistes             |
| Orange  | Carhaix (Finistère)          | Vanessa      | 26 ans | Vendeuse                                           | Éliminés (7e étape)    |
| Orange  | Carhaix (Finistère)          | Tony         | 43 ans | Chef d’entreprise                                  | Éliminés (7e étape)    |
| Orange  | Carhaix (Finistère)          | Véronique    | 40 ans | Sans profession                                    | Éliminés (7e étape)    |
| Bleu    | Marseille (Bouches-du-Rhône) | Julie        | 29 ans | Chef de produit                                    | Éliminés (6e étape)    |
| Bleu    | Marseille (Bouches-du-Rhône) | Maxime       | 25 ans | Acheteur                                           | Éliminés (6e étape)    |
| Bleu    | Marseille (Bouches-du-Rhône) | Aurélie      | 27 ans | Responsable marketing                              | Éliminés (6e étape)    |
| Rouge   | Toulon (Var)                 | Medhi        | 26 ans | Restaurateur et boxeur                             | Éliminés (3e étape)    |
| Rouge   | Toulon (Var)                 | Marcel       | 57 ans | Ambulancier du Samu                                | Éliminés (3e étape)    |
| Rouge   | Toulon (Var)                 | Bruno        | 47 ans | Agent hospitalier en psychiatrie                   | Éliminés (3e étape)    |

### Audimat
| Étape | Jour et horaire de diffusion         | Téléspectateurs | Parts de marché sur les 4 ans et plus | Référence |
| ----- | ------------------------------------ | --------------- | ------------------------------------- | --------- |
| 1     | Mercredi 14 juillet 2010 20:35-22:45 | 1 159 000       | 6,2 %                                 | [ 1 ]     |
| 2     | Mercredi 21 juillet 2010 20:35-22:45 | 1 164 000       | 5,5 %                                 | [ 2 ]     |
| 3     | Mercredi 28 juillet 2010 20:35-22:45 | 1 084 000       | 5,4 %                                 | [ 3 ]     |
| 4     | Mercredi 4 août 2010 22:45-00:20     | 400 000         | 4,3 %                                 | [ 5 ]     |
| 5     | Mercredi 11 août 2010 22:45-00:45    | 300 000         | 3,9 %                                 | [ 6 ]     |
| 6     | Mercredi 11 août 2010 22:45-00:45    | 300 000         | 3,9 %                                 | [ 6 ]     |
| 7     | Mercredi 18 août 2010 22:45-00:40    | 300 000         | non communiqué                        | [ 7 ]     |
| 8     | Mercredi 18 août 2010 22:45-00:40    | 300 000         | non communiqué                        | [ 7 ]     |

Légende :
En fond vert = Les meilleurs chiffres d'audiences
En fond rouge = Les moins bons chiffres d'audiences